# Jim Davis (fumettista)
James Robert Davis, detto Jim (Marion, 28 luglio 1945), è un fumettista statunitense, noto per aver creato le strisce del gatto Garfield.

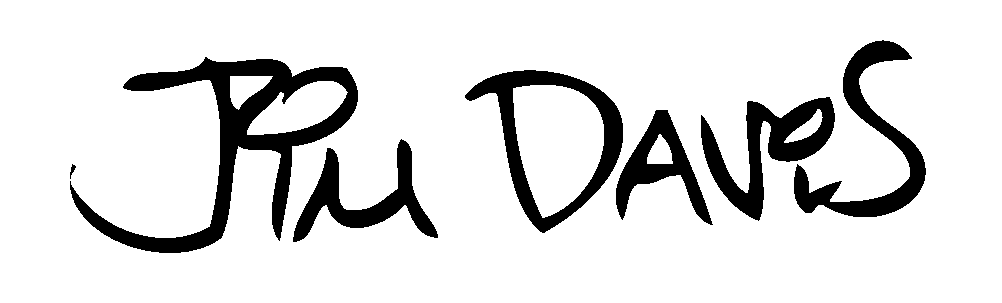
Firma di Jim Davis

Autore di molte altre strisce ben conosciute negli Stati Uniti, Davis ha inoltre sceneggiato tutti gli episodi televisivi di Garfield che hanno vinto il Premio Emmy, producendo anche svariate serie sulla CBS dal 1988 al 1995, col suo gatto come interprete principale, usando il sistema di animazione C.G. Continua a pubblicare le sue famose strisce su tutti i giornali e le riviste internazionali; è uno dei produttori esecutivi di The Garfield Show.

## Biografia
Nato a Marion (Indiana), Davis è cresciuto in una piccola fattoria a Fairmount, col padre James William Davis, la madre Anna Catherine (Carter) Davis, il fratello Dave e 25 gatti. L'infanzia agreste di Davis ha come parallelo quella del padrone di Garfield, Jon Arbuckle, anche lui cresciuto in una fattoria coi genitori e un fratello, Doc Boy. Davis ha frequentato la Ball State University.
L'ironia che spesso Jim Davis fa sapere, è che la sua prima moglie Carolyn (Altekruse) era allergica ai gatti sebbene possedessero un cane di nome Molly.  Dalla prima moglie, Davis ha avuto un figlio, James Alexander Davis. Nel luglio del 2000, Davis si è risposato con Jill. Hanno tre figli: James, Ashley e Christopher.
Davis risiede ad Albany, dove con la moglie produce le avventure di Garfield all'insegna della sua società Paws, Inc. (Zampe Inc.), creata nel 1981 e con circa 50 artisti e amministratori che collaborano nel regno di Garfield, gestendone i diritti, le licenze e la produzione mediale.
Jim Davis ha creato la Fondazione Professor Garfield, per promuovere l'istruzione e alfabetizzazione dei bambini.

## Note

Firma

## Premi
(EN) 
| Anno    | Premio                                                                                   | Organizzazione                                     |
| ------- | ---------------------------------------------------------------------------------------- | -------------------------------------------------- |
| 1982    | Best Humor Strip Cartoonist 1                                                            | National Cartoonist Society                        |
| 1983-84 | Emmy Award, Outstanding Animated Program, Garfield on the Town TV special, CBS           | Academy of Television Arts & Sciences              |
| 1984-85 | Emmy Award, Outstanding Animated Program, Garfield in the Rough TV special, CBS          | Academy of Television Arts & Sciences              |
| 1985    | Elzie Segar Award for Outstanding Contributions to Cartooning                            | National Cartoonist Society                        |
| 1985-86 | Emmy Award, Outstanding Animated Program, Garfield's Halloween Adventure TV special, CBS | Academy of Television Arts & Sciences              |
| 1986    | Best Humor Strip Cartoonist 2                                                            | National Cartoonist Society                        |
| 1988-89 | Emmy Award, Outstanding Animated Program, Garfield's Babes and Bullets, TV special, CBS  | Academy of Television Arts & Sciences              |
| 1988    | Sagamore of the Wabash                                                                   | State of Indiana                                   |
| 1989    | Reuben Award for Overall Excellence in Cartooning                                        | National Cartoonist Society                        |
| 1989    | Indiana Arbor Day Spokesman Award (Consegnato a Jim Davis e a Garfield)                  | Indiana Division of Natural Resources and Forestry |
| 1990    | Good Steward Award, (Consegnato a Jim Davis e a Garfield)                                | National Arbor Day Foundation                      |
| 1991    | Indiana Journalism Award (Consegnato a Jim Davis e a Garfield)                           | Ball State University Department of Journalism     |
| 1992    | Distinguished Hoosier Award                                                              | State of Indiana                                   |
| 1995    | Project Award                                                                            | National Arbor Day Foundation                      |
| 1997    | LVA Leadership Award (Consegnato a Paws Inc.)                                            | Literacy Volunteers of America                     |